# Lophiotoma pseudocosmoi
Lophiotoma pseudocosmoi is een slakkensoort uit de familie van de Turridae. De wetenschappelijke naam van de soort is voor het eerst geldig gepubliceerd in 2008 door Li B.Q. & Li X.Z..